# Inno dello Stato di Santa Catarina
L'inno dello Stato di Santa Catarina, in Brasile, fu adottato ufficialmente il 6 settembre 1895.

## Testo
Sagremos num hino de estrelas e flores

Num canto sublime de glórias e luz,

As festas que os livres frementes de ardores,

Celebram nas terras gigantes da cruz.

Quebram-se férreas cadeias,

Rojam algemas no chão;

Do povo nas epopéias

Fulge a luz da redenção.
No céu peregrino da Pátria gigante

Que é berço de glórias e berço de heróis

Levanta-se em ondas de luz deslumbrante,

O sol, Liberdade cercada de sóis.

Pela força do Direito

Pela força da razão,

Cai por terra o preconceito

Levanta-se uma Nação.
Não mais diferenças de sangues e raças

Não mais regalias sem termos fatais,

A força está toda do povo nas massas,

Irmãos somos todos e todos iguais.

Da liberdade adorada.

No deslumbrante clarão

Banha o povo a fronte ousada

E avigora o coração.
O povo que é grande mas não vingativo

Que nunca a justiça e o Direito calcou,

Com flores e festas deu vida ao cativo,

Com festas e flores o trono esmagou.

Quebrou-se a algema do escravo

E nesta grande Nação

È cada homem um bravo

Cada bravo um cidadão.
Musica di: José Brazilício de Souza

Testo di: Horácio Nunes